# Бимбаче

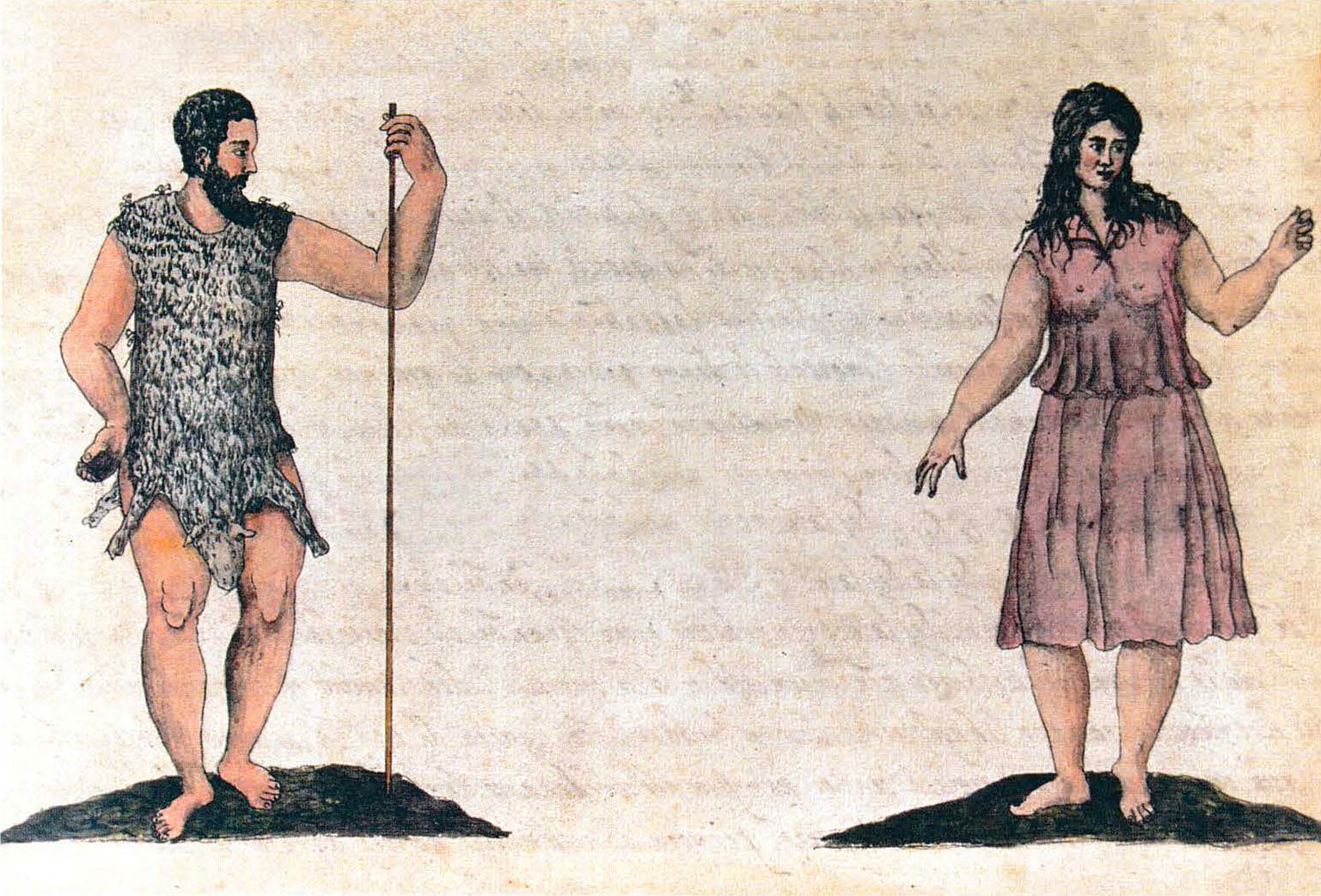
Бимбаче — аборигены острова Иерро. Рисунок из «Описания и истории отдаленного королевства Канарского» Леонардо Торриани. 1592 г.

Бимбаче — народ, населявший остров Иерро до испанского завоевания Канарских островов, происходившего между 1402 и 1496 годами. Наряду с гуанчами, это один из коренных народов Канарских островов, имеющих генетические и культурные параллели с берберами Северной Африки. Слово «Бимбаче» означает «Сыны Сынов Тенерифе», так как полагают, что они являются потомками гуанчей, древних жителей острова Тенерифе. Уничтожен и частично ассимилирован испанцами.

## Доиспанский период

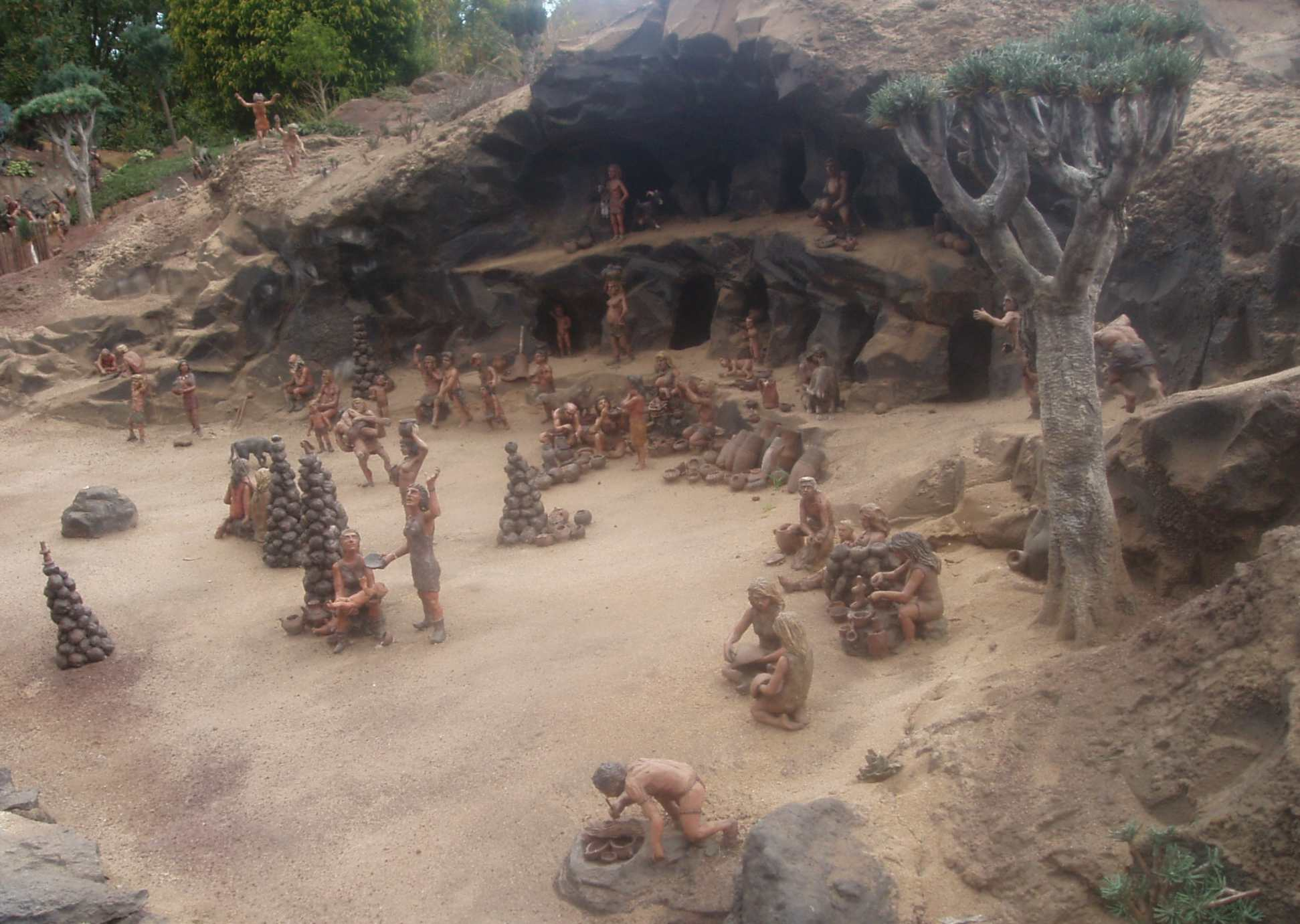
Реконструкция поселения аборигенов

До прихода испанцев бимбаче были земледельцами и скотоводами. Они разводили коз, овец и свиней, выращивали зерно и занимались рыболовством. Торговля с другими островами не велась, однако существовала внутренняя торговля, основанная на натуральном обмене. Земля и прочие ресурсы распределялись согласно коллективному договору при посредничестве «короля». «Король» бимбаче был скорее судьёй и посредником, нежели правителем, так как система управления бимбаче была в значительной степени демократической.

## Испанское завоевание
Испанцы под предводительством Жана де Бетанкура высадились на острове Иерро в 1405 году. Бетанкур обещал уважать свободу бимбаче, поэтому немногочисленное коренное население острова не оказало испанцам сопротивления. Обещание было нарушено, а большинство бимбаче продано в рабство, после чего обезлюдевший остров был заселен испанскими и французскими поселенцами.
Одна из легенд острова гласит, что во времена первых экспедиций европейцев на Иерро случилось событие, косвенно или прямо повлиявшее на дальнейшую судьбу бимбаче. Связано оно с историей любви дочери менсея по имени Гуарасока и испанского идальго, которого девушка спасла от смертельной жажды, напоив влагой, которую вырабатывало святое дерево Гароэ.

## Мифология бимбаче
На каждом из Канарских островов почитались собственные боги, однако в целом мифологическая система была схожей на всех островах и основывалась на наделении божественными чертами сил природы. Среди бимбаче почитались бог Эраорахан и богиня Монейба, существовал также злой бог Аранфайбо, которому молились во времена бедствий.